# División (blockchain)
Una división de red (network split), división de la cadena (chain split), división de la moneda (coin split), bifurcación de la blockchain (blockchain fork), o bifurcación de la cadena (chain fork),  es una bifurcación accidental o coordinada de la red peer-to-peer de una criptomoneda que da como resultado dos cadenas de bloques independientes pero con un ancestro común.
Las divisiones de red pueden ser causadas tanto por bifurcaciones blandas como por un bifurcaciones duras y producirse por un error en el código o incompatibilidad imprevista entre distintos clientes de minería.

## Generación de criptomonedas
Un evento de este tipo puede generar accidental o deliberadamente una nueva criptomoneda o spin off de la moneda original,  la cual puede tener el objetivo de competir con la versión preexistente (casos de Ethereum Classic, Bitcoin Cash y Bitcoin SV), o suponer bifurcaciones amigables (friendly forks) o spoons, las cuales buscan ser alternativas complementarias sin intención de rivalizar de forma directa (como en los casos de  Ycash, Alternateth y Athereum) .